# Goccia

Acqua che gocciola da un rubinetto

Una goccia è un piccolo volume di liquido, limitato completamente o quasi completamente da superfici libere.

## Tensione superficiale
Il modo più semplice per formare una goccia è permettere al liquido di scorrere lentamente dalla parte inferiore di un tubo di piccolo diametro. Quando la goccia pendente supera una certa dimensione non è più stabile e si stacca. Il peso della goccia più grande che può pendere dalla fine di un tubo di raggio a è circa:
{\displaystyle \,mg=2\pi a\lambda \cos \alpha }
Dove λ è la tensione superficiale del liquido e α è l'angolo di contatto con il tubo. Questa relazione è alla base di un metodo pratico per il calcolo della tensione superficiale, di uso comune nell'industria del petrolio.
Le gocce si possono formare anche dalla condensazione di un vapore sottoraffreddato o dalla atomizzazione di una più grande massa di liquido.

## Ottica
A causa dell'indice di rifrazione differente dell'acqua rispetto all'aria, rifrazione e riflessione avvengono sulla superficie delle gocce di pioggia, portando alla formazione dell'arcobaleno.

## Suono
La sorgente maggiore del rumore quando una gocciolina colpisce la superficie di un liquido è la risonanza delle bolle eccitate intrappolate sotto l'acqua. Queste bolle oscillanti sono responsabili per la maggior parte dei suoni provenienti dai liquidi, come l'acqua corrente o gli spruzzi, poiché effettivamente consistono in molte collisioni di gocce-liquide.

## Galleria d'immagini

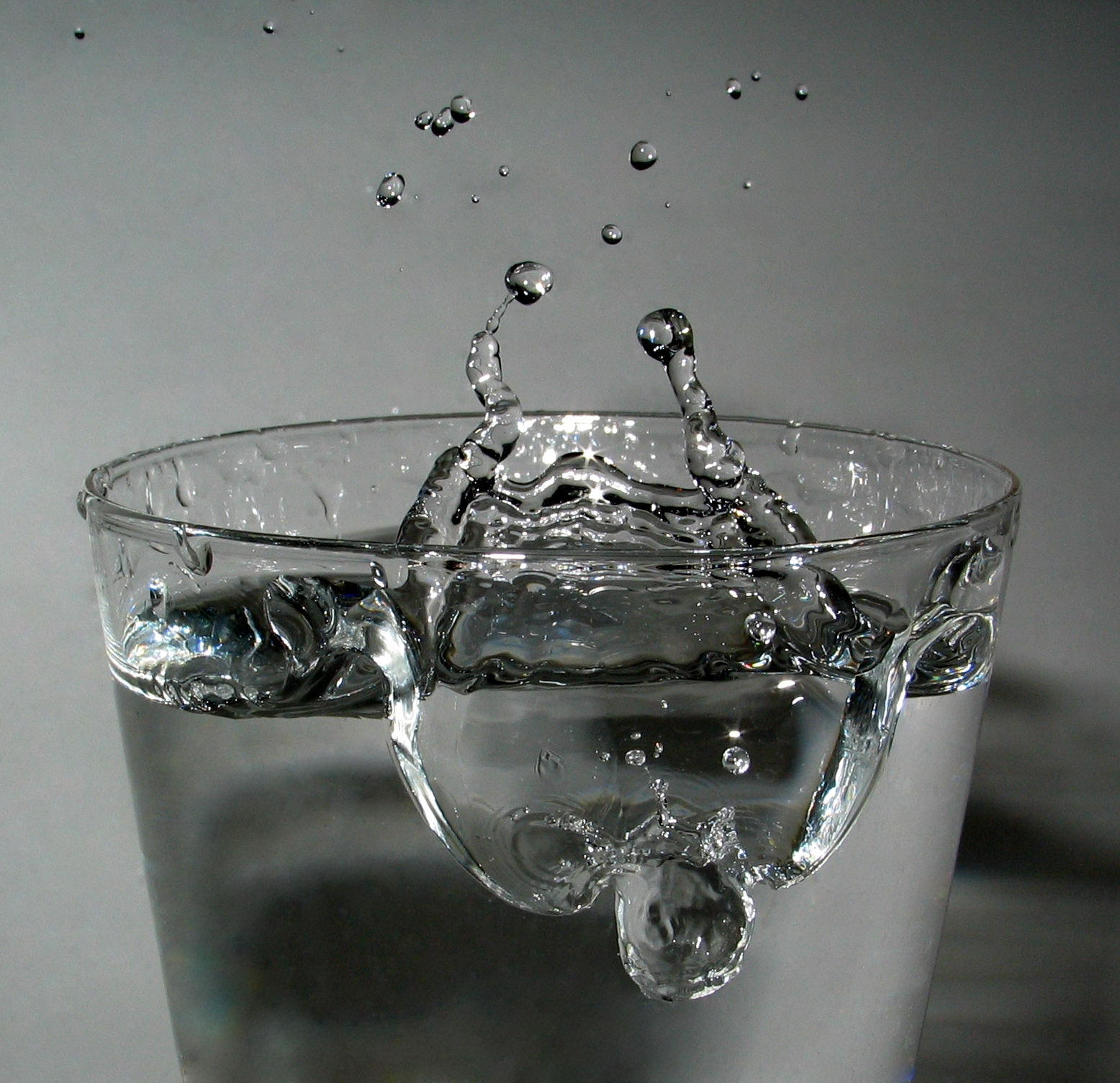
Impatto di una goccia di acqua.
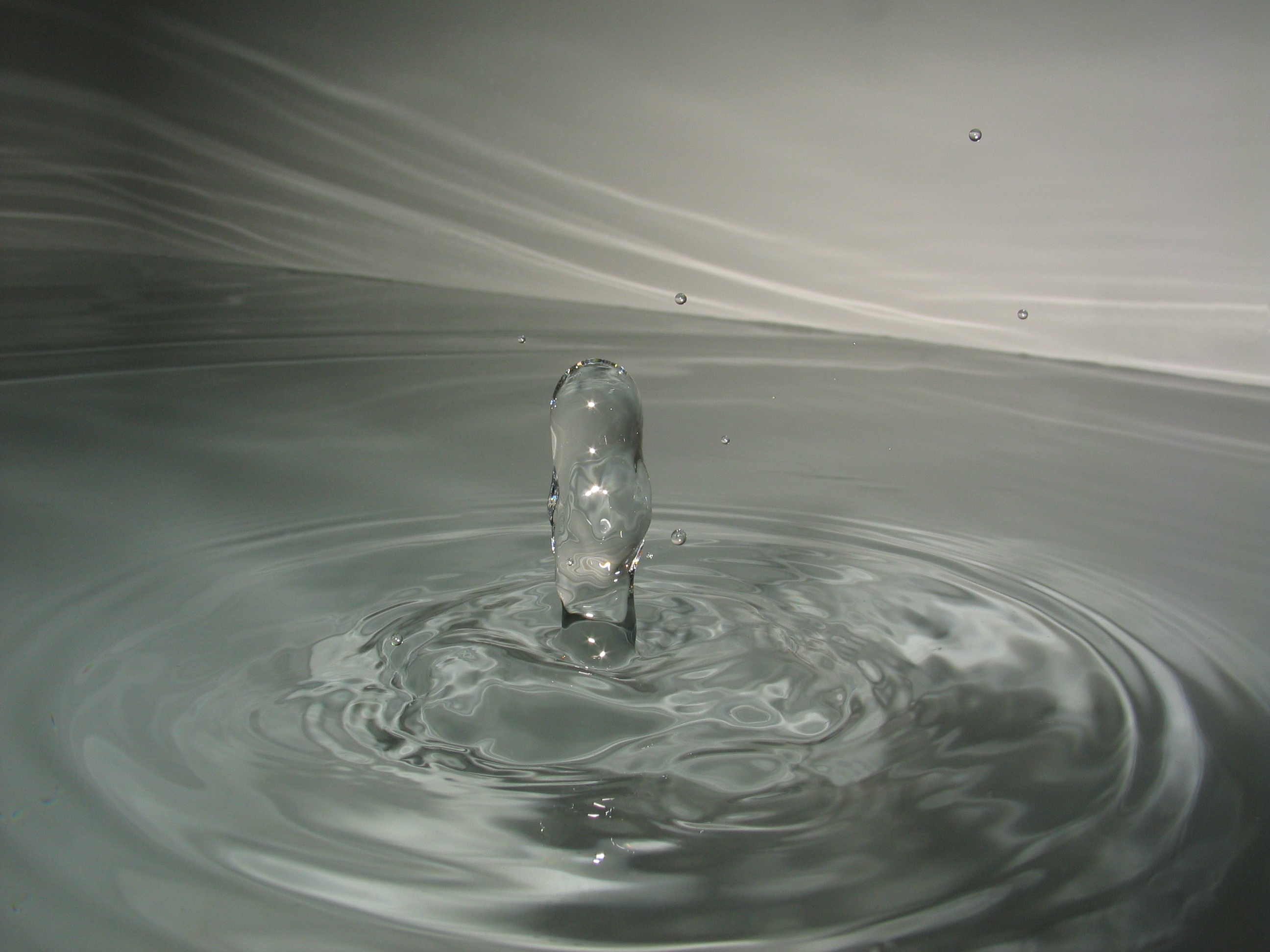
Impatto di una goccia di acqua.
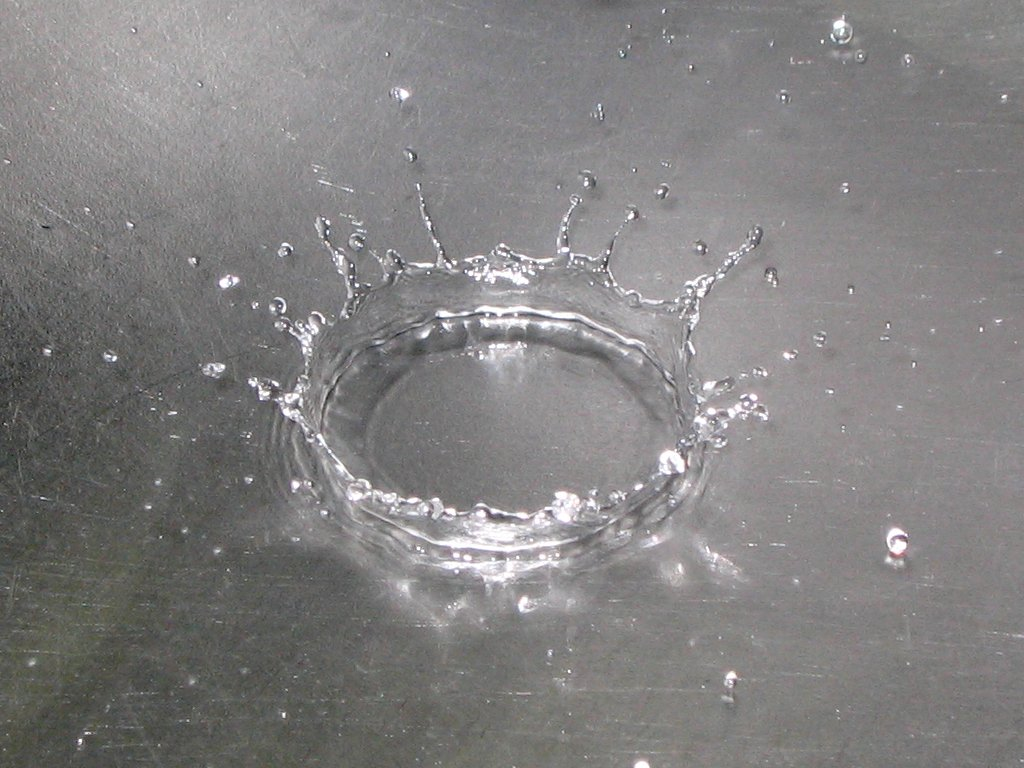
Una goccia di acqua cade sul metallo.
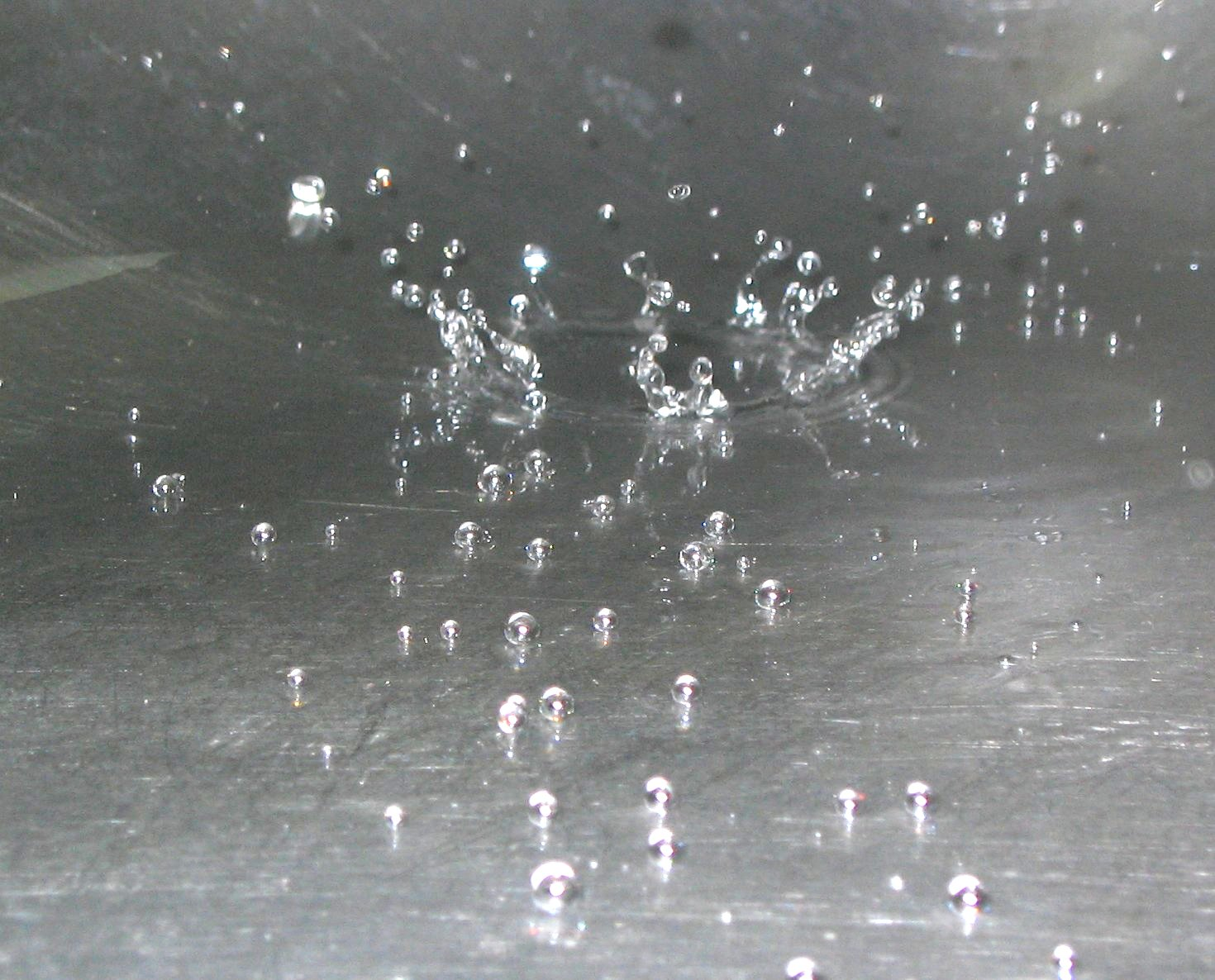
Una goccia di acqua colpisce una superficie metallica bagnata ed espelle altre goccioline, che divengono globuli di acqua e schiumano sulla superficie.
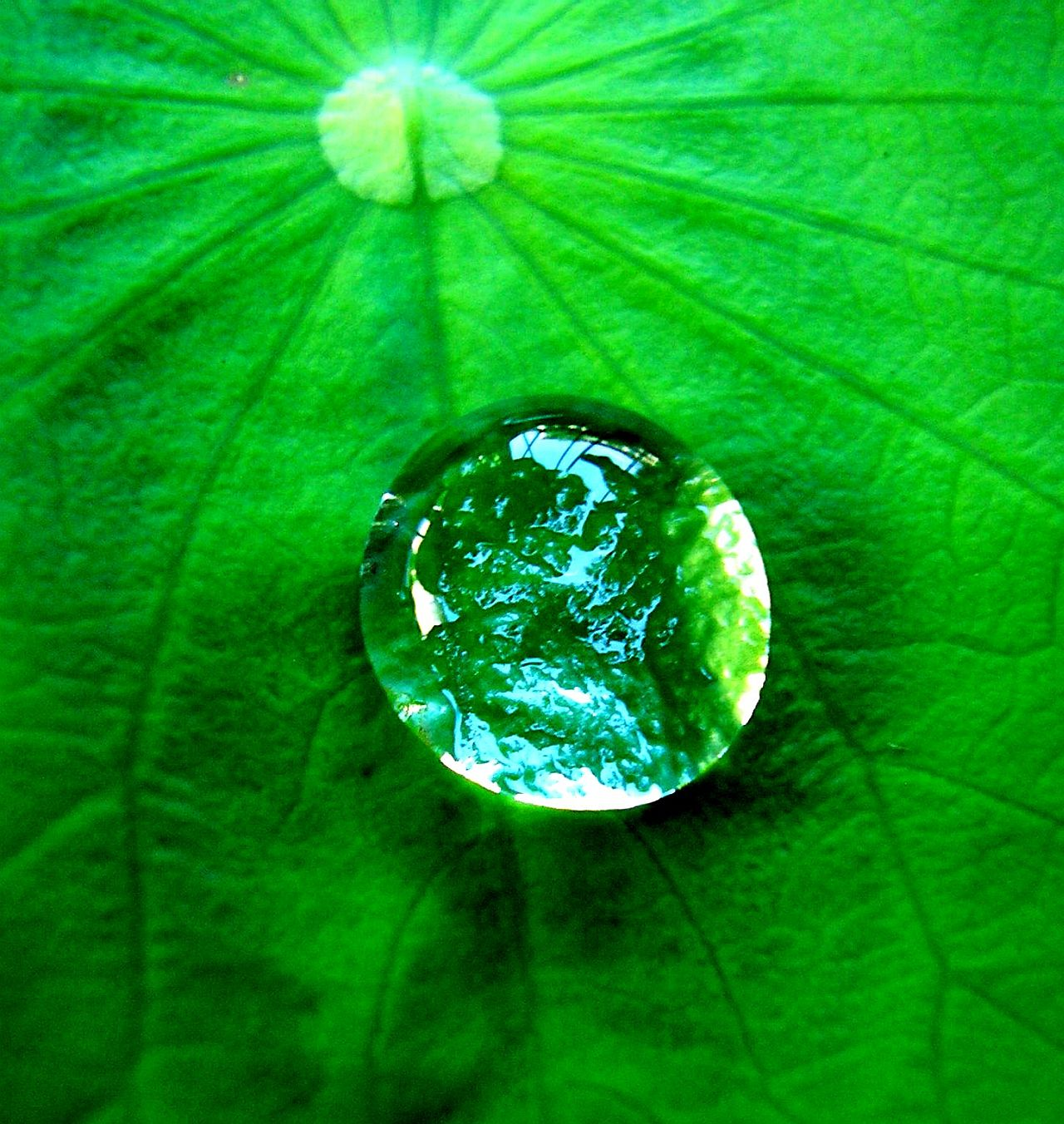
Una goccia di acqua su una foglia.
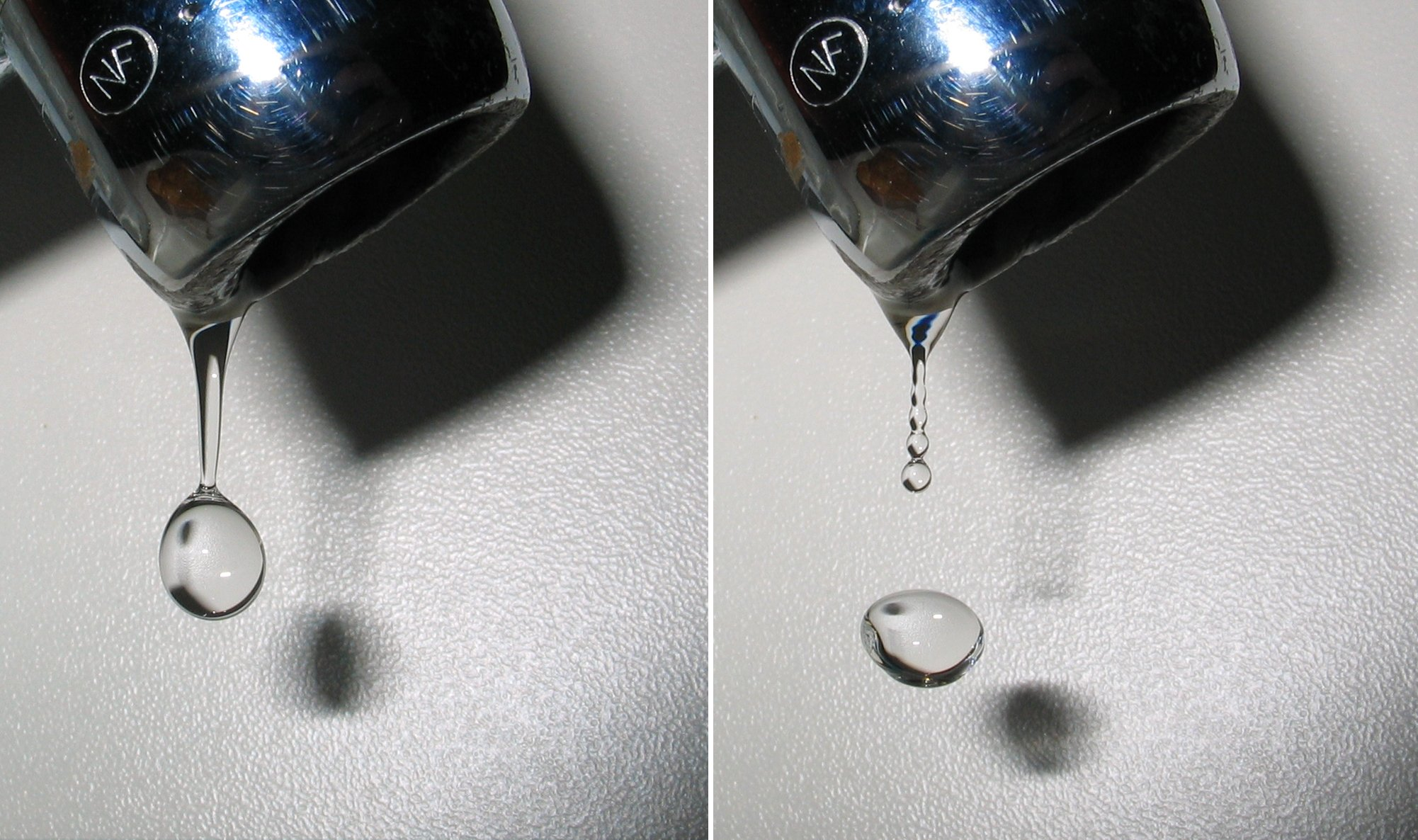
Una goccia che si forma su un rubinetto
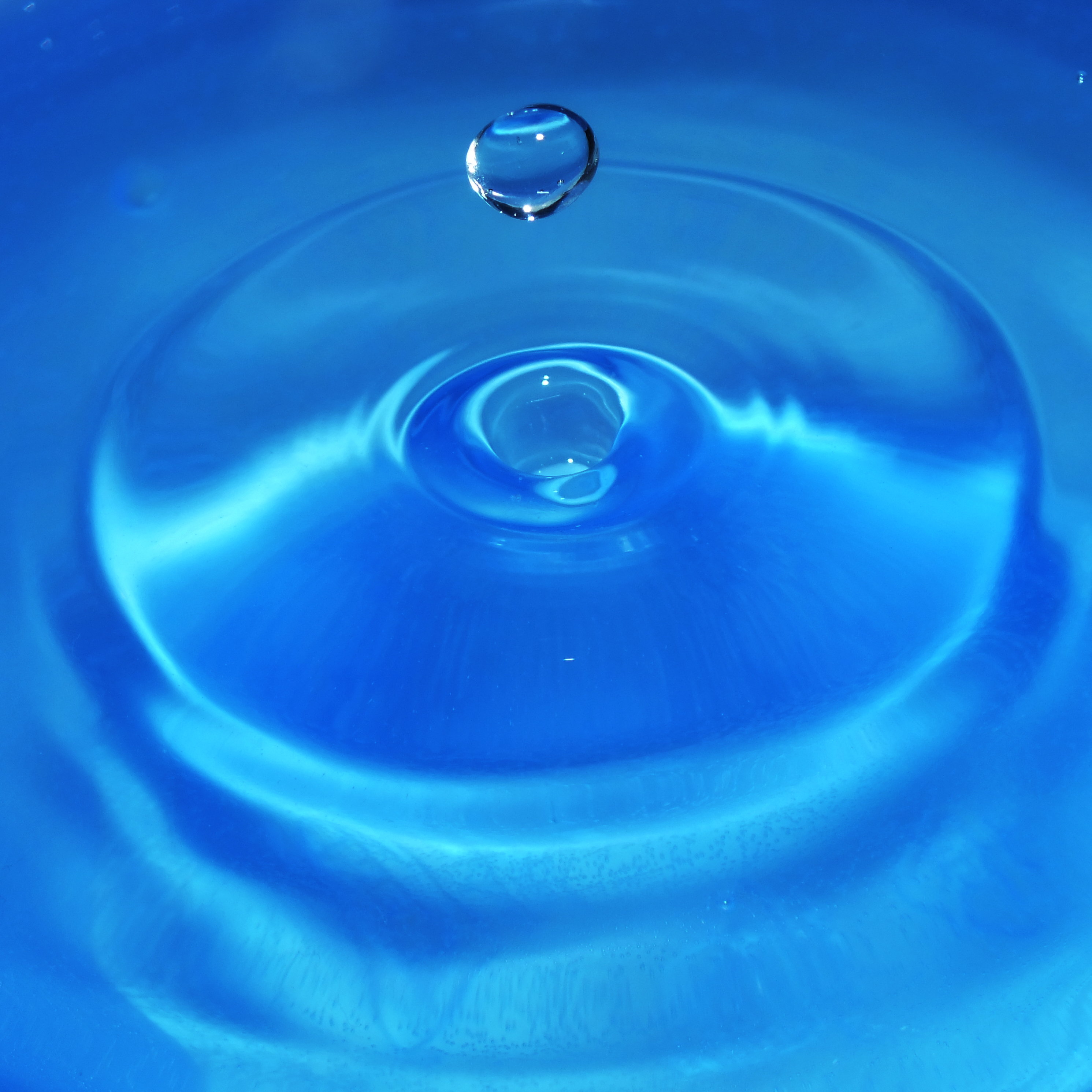
Goccia che impatta in acqua